# Franz Xaver von Wulfen

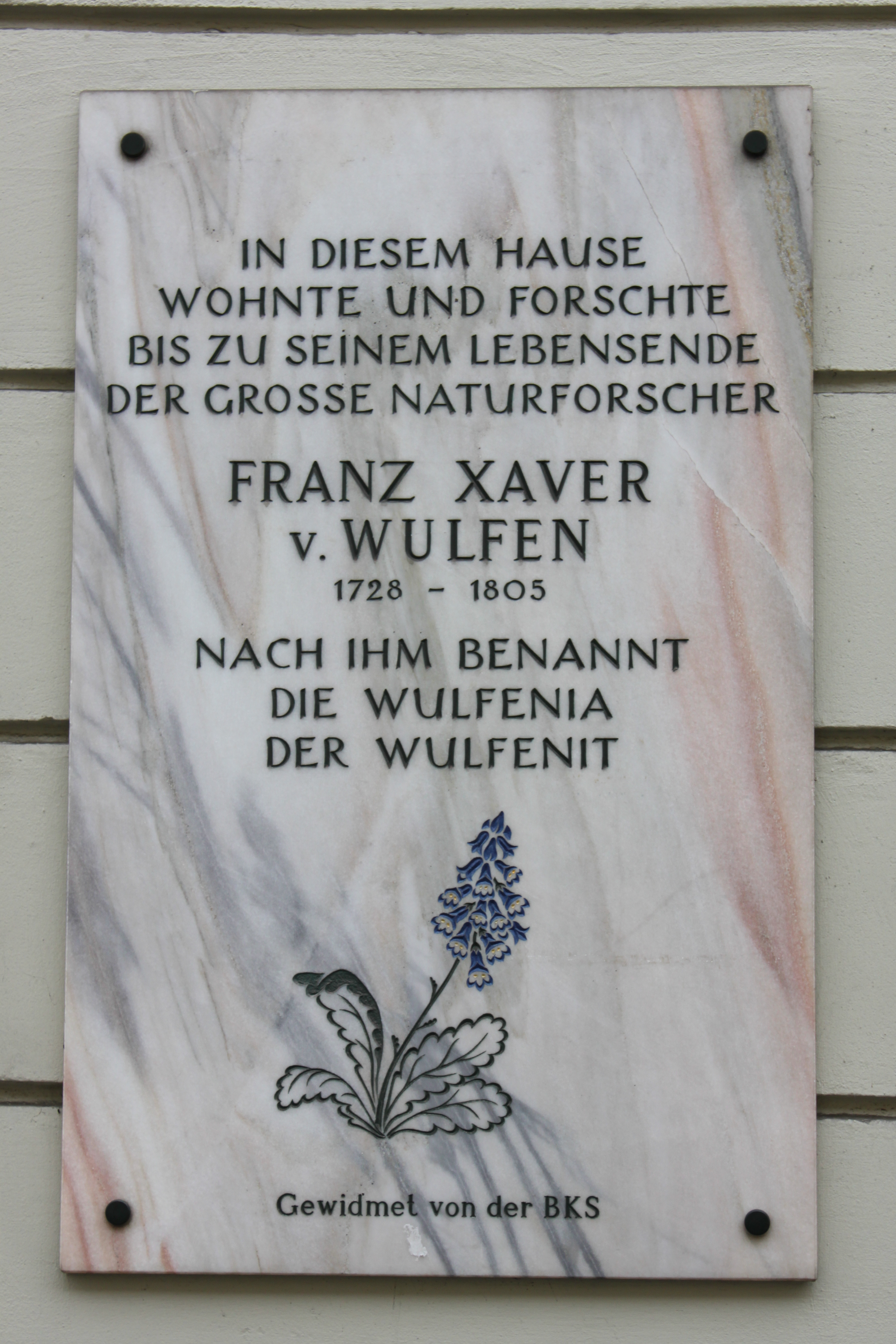
Gedenkplaat aan het woonhuis van F.X. von Wulfen in Klagenfurth

Franz Xaver Freiherr von Wulfen (Belgrado, 5 november 1728 - Klagenfurt, 16 maart 1805) was een jezuïet, botanicus en mineraloog in het Habsburgse Rijk. Zijn botanische afkorting is "Wulfen".

## Leven
Wulfen trad in 1745 in bij de Jezuïeten. Hij studeerde filosofie, wiskunde en theologie. Vanaf 1755 was hij leraar. Vanaf 1764 tot 1769 onderwees hij wiskunde en natuurkunde aan het Theresianum in Wenen. Na zijn loopbaan als leraar en nadat in 1773 de Jezuïetenorde was opgeheven, wijdde hij zich aan zijn wetenschappelijk onderzoek, vooral in de botanica en mineralogie. In 1799-1800 nam hij deel aan de expeditie onder leiding van Franz Xaver von Salm-Reifferscheid die de Grossglockner voor het eerst wilde bedwingen.
Hij was lid van diverse wetenschappelijke genootschappen en correspondeerde onder meer met Nikolaus Joseph von Jacquin en Johann Christian von Schreber.
Hij is onder meer bekend als ontdekker van het loodhoudend mineraal wulfeniet. Hij bestudeerde de fauna van de oostelijke Alpen en Karinthië intensief en beschreef talrijke soorten, waaronder de kleverige sleutelbloem (Primula glutinosa) en het klokje Campanula zoysii.

## Eerbetoon
Naast wulfeniet is het plantengeslacht Wulfenia naar hem genoemd, evenals de soorten Alyssum wulfenianum (een schildzaadsoort) en de vetplant Sempervivum wulfenii.

## Werken (selectie)
- Plantae rariores carinthiacae. In: Miscellanea austriaca ad botanicam, chemiam et historiam naturalem spectantia, uitg. door N. J. Jacquin, Vol. 1 (1778) blz. 147–163 en Vol. 2 (1781) blz. 25–183.
- Abhandlung vom Kärntner Bleispate, 1785
- Plantae rariores carinthiacae. In: Collectanea as botanicam, chemiam et historiam naturalem, uitg. door N. J. Jacquin, Vol. I (1786) blz. 186–364, Vol. II (1788) blz. 112–234, Vol. III (1789) blz. 3–166, Vol. IV (1790) blz. 227–348.
- Descriptiones Quorumdam Capensium Insectorum, 1786 (met beschrijvingen van diverse insectensoorten; Online-versie)
- Plantae rariores descriptae, 1803
- Cryptogama aquatica, 1803
- Flora Norica phanerogama, 1858, postuum uitgegeven door Eduard Fenzl en Graf